# Echtz
Echtz (Dürener Platt Äex) bildete früher (seit 1972) zusammen mit der kleineren Ortschaft Konzendorf den nordwestlichen Stadtteil „Echtz-Konzendorf“ von Düren in Nordrhein-Westfalen. Mittlerweile sind dies zwei eigenständige Stadtteile Dürens; auch postalisch wurden diese bei der Neuordnung zum 1. Juli 1993 getrennt (PLZ Echtz = 52353; PLZ Konzendorf = 52355).

## Geographie

### Lage
Der Ort liegt westlich der Rur, südlich der A 4 und nördlich der B 264. Nachbarorte sind Merken, Hoven, Konzendorf und Mariaweiler (alle zu Düren) sowie Geich (zu Langerwehe).

### Geologie
Am südlichen Ortsrand liegt der „Badesee Echtz“ – auch „Echtzer See“ genannt, ein ehemaliger Braunkohletagebau, in dem von 1918 bis 1941 Braunkohle gefördert wurde. Nordwestlich vom Echtzer See befindet sich eine kleinere Lagerstätte mit 73 Millionen Kubikmetern Braunkohle, die bis an die A 4 heranreicht.

## Geschichte
Echtz (Eychtz, Aecheze) war im hohen Mittelalter zunächst ein Königsgut. Mathilde, jüngste Tochter Kaiser Ottos II. und der Kaiserin Theophanu, soll hier 1025 gestorben sein. Ab 1336 war Echtz bis zur Besetzung durch die Franzosen Ende des 18. Jh. der Hauptort der Jülich-Bergschen Unterherrschaft der Fürsten von Merode. 1735 wurde in Echtz auf dem Schöbbich, Margarethe Geich, als die letzte Hexe verbrannt. Ab 1816 war Echtz bis zur kommunalen Neugliederung namensgebender Ort der Bürgermeisterei Echtz, zu der neben der Gemeinde Echtz auch noch die Gemeinden Geich bei Echtz, Merode und Schlich gehörten. Aus der Bürgermeisterei Echtz wurde 1928 das Amt Echtz. Die Gemeinde Echtz erhielt später den amtlichen Namen Echtz-Konzendorf. Sie wurde am 1. Januar 1972 nach Düren eingemeindet.

## Kultur und Sehenswürdigkeiten

### Bauwerke
Weit sichtbar ist das markante mit LED-Technik erneuerte, (früher Leuchtstoffröhren) erhellte Kreuz auf dem Kirchturm von St. Michael der gleichnamigen katholischen Pfarrgemeinde.

#### Baudenkmäler
- Kath. Pfarrkirche St. Michael
- Wohnhaus Weidmühlenstraße 13
- Wegekreuz Weidmühlenstraße

### Sport
Der Sportclub Teutonia Echtz 1920 e. V. ist DFB-Stützpunkt und hat, neben Fußball und Tennis, auch eine Ju-Jutsu-Abteilung (international gebräuchliche Schreibweise Ju Jitsu, in Deutschland auch Jiu Jitsu, veraltet auch Dschiu Dschitsu).
Die Sportfreunde Echtz, die sich im Jahr 2021 gegründet haben und sich für den Erhalt des Sportplatzes einsetzten, unterhalten neben verschiedenen Fußballmannschaften auch mehrere Turngruppen, sondern bieten auch Yoga, Tennis, Volleyball, Boule, Walking und einige andere Sportarten an.

### Regelmäßige Veranstaltungen
Die Maigesellschaft ist eine der ältesten Vereine im Ort. Sie wurde 1877 gegründet und veranstaltet in jedem Jahr im Ort ein großes Maifest.
Die Karnevalsgesellschaft Echtzer Seehexen veranstaltet Mitte November zur Sessionseröffnung eine meist gut besuchte Karnevalssitzung. Neben diesem ist die KG auch für die Gestaltung des jährlichen Karnevalumzuges zuständig. Ebenso setzt sich die KG sehr für die Kinder der Gemeinde ein und unterhält mehrere Tanzgruppen verschiedenen Alters.

## Wirtschaft und Infrastruktur

### Verkehr
Die AVV-Buslinien 206, 237 und 239 des Rurtalbus verbinden seit 1. Januar 2020 Echtz mit Hoven, Mariaweiler, Birkesdorf und Düren-Mitte. Bis zum 31. Dezember 2019 wurde die Linie 237 vom BVR Busverkehr Rheinland, die Linie 239 von der Dürener Kreisbahn bedient. Zudem verkehrt die Nachtbuslinie N4. An Schultagen verkehrt zudem die Schulbuslinie 266.
| Linie | Verlauf |
| ----- | --- |
| 206   | Düren Kaiserplatz – StadtCenter – Bahnhof/ZOB – Birkesdorf – (Mariaweiler – Echtz Badesee) / Hoven – Echtz                                                                                              |
| 237   | Düren Bf/ZOB – StadtCenter – (Mariaweiler Gesamtschule –) Mariaweiler – Echtz Badesee – Echtz – Geich – Obergeich – D’horn – (Schlich –) Merode – Pier – Jüngersdorf – Langerwehe Markt – Langerwehe Bf |
| 239   | Birgel – Gürzenich – Derichsweiler – Konzendorf – Echtz – Echtz Badesee – Mariaweiler – Gesamtschule |
| 266   | (Verstärkerfahrten) Langerwehe – Schlich Grundschule |
| N4    | Nachtbus: nur in den Nächten Fr/Sa und Sa/So Düren Bf/ZOB → Kaiserplatz → Mariaweiler → Schophoven → Inden/Altdorf → Lamersdorf → Langerwehe → Gürzenich                                                |

Die nächsten Bahnhöfe sind „Düren“, „Langerwehe“ an der DB-Hauptstrecke Köln–Aachen und „Huchem-Stammeln“ an der Bahnstrecke Jülich–Düren.

### Bildung
In Echtz befinden sich eine städtische katholische Grundschule, sowie eine AWO Kindertagesstätte („Schlingeltreff“) und eine Altentagesstätte.

## Vereine
Das kulturelle Leben in diesem Stadtteil prägen viele Vereine. Statistisch gesehen ist jeder Echtzer in drei Vereinen. Um die Koordination zwischen den Vereinen zu verbessern, gründeten Echtzer Bürger 1967 mit Hilfe und Unterstützung durch Pastor Esser die Interessengemeinschaft Echtzer Ortsvereine.
Der Trägerverein „Verein zur Förderung der Jugend e. V.“(VFJ) besteht seit 1978 und betreibt seit 1982 einen offenen Jugendtreff, das Jugendheim Echtz.
Die Löschgruppe Echtz mit ihrer Jugendfeuerwehr gehört zum 5. Löschzug der Freiwilligen Feuerwehr der Stadt Düren. Sie hat ein eigenes Feuerwehrhaus mit einem Löschgruppenfahrzeug 8/6 und einem Mannschaftstransportfahrzeug.
Die KG Echtzer Seehexen ist seit 1995 im Dorf als Karnevalsgesellschaft aktiv.

## Persönlichkeiten
- Silvio Neuendorf (* 1967), Kinderbuchillustrator
- Harald Konopka (* 1952), ehemaliger Fußballprofi
- Wilfried Hannes  (* 1957), ehemaliger Fußballprofi